# Суиндон
Суи́ндон (англ. Swindon) — город в английском церемониальном графстве Уилтшир на юго-западе Англии, административный центр унитарной единицы Суиндон.
Население — 185 609 (2011).

## Промышленность
Местечко Суиндон превратилось в город после того, как И. К. Брюнель разместил здесь завод по производству локомотивов для Большой Западной железной дороги. Суиндон по сей день является важным транспортным узлом Англии. По этой и ряду других причин в городе располагаются офисы и заводы крупных международных компаний.
Компании, офисы (производства) которых насчитывают 800 человек и более, расположенные в Суиндоне: завод Honda, Alcatel-Lucent, Motorola, BMW (завод Mini), Intel, WHSmith, RWE, Zurich IFA Group, Arval, Tyco Electronics, Catalent.
В конце XX и начале XXI века значительная часть железнодорожных цехов и депо эпохи Промышленной революции была перепрофилирована для размещения культурных учреждений, включая штаб-квартиру Национального фонда и архив агентства «Английское наследие».

## Транспорт
Основная магистраль проходящая рядом со Суиндоном — трасса М4, соединяющая Лондон и Уэльс.
Город известен наличием многочисленных круговых развязок, самой известной из которых является «magic roundabout» — пересечение 6 дорог с 5 круговыми развязками.
Локальные автобусные операторы — Thamesdown и Stagecoach.
Междугородные автобусные операторы — National Express, Megabus
В городе начинается «Южно-Уэльская главная линия», принадлежащая «Большой западной главной линии» железной дороги.
В городе расположен Музей паровых железных дорог. Одним из его экспонатов является паровоз GWR 6000 с бортовым номером 6000 и собственным именем «Георг V».
В Суиндоне расположен т. н. «Магический круг» (англ.) (Magic Roundabout) — перекрёсток с круговым движением, состоящий из пяти мини-кругов вокруг одного центрального.

## Спорт
В городе находится футбольный клуб «Суиндон Таун».

## Известные жители
- Диана Дорс — актриса, снималась с конца 1940-х по начало 1980-х годов[3].
- Палмер, Дебби — шорт-трекистка, призёр чемпионата Европы по шорт-треку, участница зимних Олимпийских игр 1992 и 1994 года[4][5].
- Билли Пайпер — актриса и бывшая певица, известная благодаря роли Розы Тайлер в научно-фантастическом сериале BBC «Доктор Кто».

## В искусстве
В Суиндоне происходит часть действия серии романов Джаспера Ффорде «Четверг Нонетот».
В Суиндоне живёт главный герой книги Марка Хэддона «Загадочное ночное убийство собаки».